# Bellwald
Bellwald é uma comuna da Suíça, no Cantão Valais, com cerca de 452 habitantes. Estende-se por uma área de 13,7 km², de densidade populacional de 33 hab/km². Confina com as seguintes comunas: Blitzingen, Ernen, Fiesch, Fieschertal, Grafschaft, Niederwald.
A língua oficial nesta comuna é o Alemão.